# Forêt Molai
La forêt Molai est située sur l'île de Majuli du fleuve Brahmapoutre, sur les rives de Jorhat de l'état indien de l'Assam. Elle a été créée par  Jadav Payeng.

## Histoire
Tout a commencé en 1979. Des crues avaient rejeté un grand nombre de serpents sur le banc de sable. Après le retrait des eaux, Payeng, qui n’avait que 16 ans, trouva le site couvert de reptiles morts. Ce fut un tournant dans sa vie : « Les serpents étaient morts de chaleur, il n’y avait pas d’arbres pour les protéger. Je me suis assis et j’ai pleuré sur leurs corps sans vie. C’était un carnage. J’ai alerté le ministère des Forêts et leur ai demandé s’ils pouvaient planter des arbres. Ils m’ont répondu que rien ne pousserait ici. » Il décida alors de planter des bambous. Au fil du temps, les plants poussèrent et donnèrent naissance à une véritable forêt de bambous. Puis, quand il constata qu'il pouvait planter des arbres, il alla en chercher et ramassa aussi des fourmis rouges qui peuvent changer les propriétés du sol. Quelque temps après, plusieurs espèces de fleurs et d'autres plantes ont commencé à se multiplier. Au fur et à mesure, un grand nombre d’espèces animales recolonisa la bande de sable (dont notamment plusieurs espèces d'animaux en voie de disparition).

## Faune et flore
La forêt Molai abrite aujourd'hui des tigres du Bengale, des rhinocéros indiens, plus de 100 cerfs et lapins en plus des singes et plusieurs variétés d'oiseaux, dont un grand nombre de vautours. Il y a plusieurs milliers d'arbres, dont le valcol, l'arjun (Terminalia arjuna), le Pride of India (Lagerstroemia speciosa), le royal poinciana (Delonix regia), les arbres à soie (Albizia procera), le moj (rchidendron bigeminum) et les cotonniers (Bombax ceiba). Le bambou couvre une superficie de plus de 300 hectares. 
Un troupeau d'une centaine d'éléphants d'Asie visite régulièrement la forêt chaque année et y séjourne généralement environ six mois. Ils ont donné naissance à 10 éléphanteaux dans la forêt.

## Dans la culture populaire
La forêt est connue pour avoir fait l'objet de plusieurs documentaires. Le plus connu est le court-métrage Forest Man de William D. McMaster présenté au Festival de Cannes 2014,.

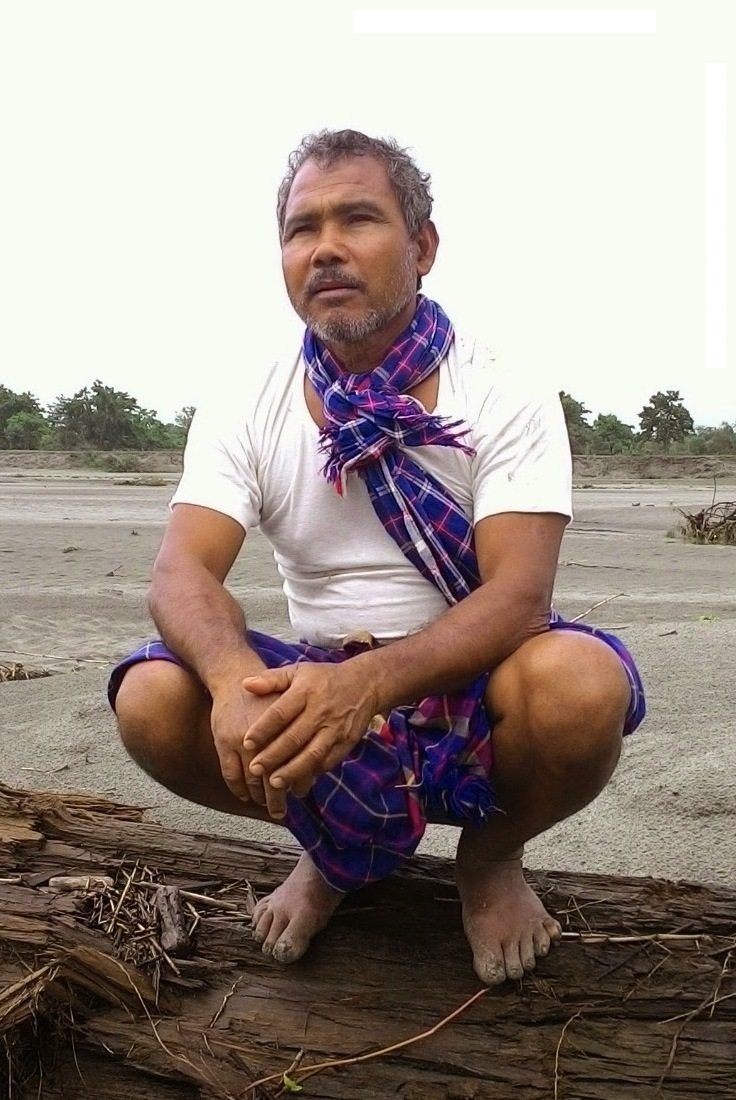
Jadav Payeng en 2015